# Aritmética de Treviso
El arte del ábaco (en véneto: Larte de labbacho), también conocido como Aritmética de Treviso, es un manual práctico de aritmética para uso de los comerciantes, escrito en lengua vernácula veneciana por un autor desconocido, publicado en Treviso hacia finales de 1478.
El texto, que forma parte de una estilo típico de la Edad Media, el de los tratados del ábaco, se diferencia de los que le precedieron en que fue publicado en forma impresa. El incunable es considerado el manual matemático impreso más antiguo de Occidente y uno de los primeros textos científicos impresos en Europa, que incluso precede a la primera edición tipográfica de los Elementos de Euclides, dada en Venecia cuatro años después, en 1482.
Se trata de un manual práctico diseñado para el autoaprendizaje y de uso diario en el comercio, cuya redacción en lengua vernácula tenía por objeto garantizar una mayor difusión. Aunque no está escrito para una audiencia amplia, fue diseñado para aplicar la aritmética a las transacciones comerciales diarias. Por lo tanto, constituye un momento importante en el proceso de difusión del conocimiento matemático, por demás elitista, entre la clase media.

## Primera edición
El incunable es un volumen que consta de 123 páginas sin numerar, en 62 hojas. Las páginas, de aproximadamente 14,5 cm por 20,6 cm de tamaño, contienen hasta 32 líneas de texto rodeadas de grandes márgenes que quedan en las barbas.
La fecha aceptada por los estudiosos es el 10 de diciembre de 1478, que se puede leer en la última ficha de la que se compone el incunable. Sin embargo, existen dudas sobre el editor: se ha planteado la hipótesis de que es el tipógrafo flamenco Gerardo da Lisa (o de Lisa, italianización de Geraert de Lys, o van der Leye, latinizado en Gerardus Lisa), activo en Treviso, mientras que otras conjeturas apuntan a Michele Manzolo, conocido como Manzolino, un empresario de papel de origen parmesano, también activo como impresor en la ciudad veneciana.

## Contenido
El volumen se presenta como un manual con un enfoque didáctico muy marcado, en línea con las intenciones declaradas por el autor anónimo, que lo dirige «a todo aquel que quiera utilizar el arte del mercado comúnmente llamada larte de labbacho».
Contiene nociones y métodos tomados del Liber abaci (1202), como la multiplicación árabe. George G. Joseph, en su obra Crest of the Peacock, especuló que John Napier leyó este libro y se inspiró en él para diseñar la herramienta de cálculo ahora conocida como ábaco neperiano.
Constituye uno de los primeros casos de uso, en Occidente, del sistema de numeración arábigo en cálculos algorítmicos.
La atención del texto se concentra sobre todo en la resolución de problemas comerciales, objetivo respecto del cual la discusión sobre operaciones aritméticas no representa más que una introducción preparatoria a la resolución de problemas concretos de aritmética financiera. El relativo énfasis en este aspecto se evidencia en el hecho de que, luego de la introducción a los números y operaciones aritméticas, todas las páginas restantes, es decir, la mayor parte del libro, están dedicadas a problemas prácticos y la búsqueda de su solución.

## Propietarios
Parece haber habido solo una edición del manual.
David Eugene Smith, con fines educativos, tradujo una parte del trabajo al inglés en 1907. Las notas de Smith fueron utilizadas por Frank J. Swetz, quien editó, en cambio, la traducción completa, incluida en su Capitalism & Arithmetic: The New Math of the 15th Century, publicado en 1987 (Capitalismo y aritmética: las nuevas matemáticas del siglo XV). Swetz usó una copia de la Aritmética de Treviso de la Biblioteca de Manuscritos de la Universidad de Columbia.
Curiosa es la forma en que este volumen llegó a Estados Unidos. El primer propietario conocido es el bibliófilo italiano Maffeo Pinelli (1785). A su muerte, fue comprado por un librero de Londres y luego subastado el 6 de febrero de 1790, vendido por tres chelines al bibliófilo y coleccionista Michael Wodhull. Unos cien años después, el libro se encuentra en el catálogo de la biblioteca personal de Brayton Ives, un jurista de Nueva York. Luego fue comprado en una subasta por el editor neoyorquino George Arthur Plimpton, propietario de una gran colección de textos científicos antiguos, donados en 1936 a la Universidad de Columbia. Las copias de la Aritmética de Treviso se consideran extremadamente raras.